# Volavka červená
Volavka červená (Ardea purpurea) je velký druh vodního ptáka z čeledi volavkovitých (Ardeidae).

## Popis

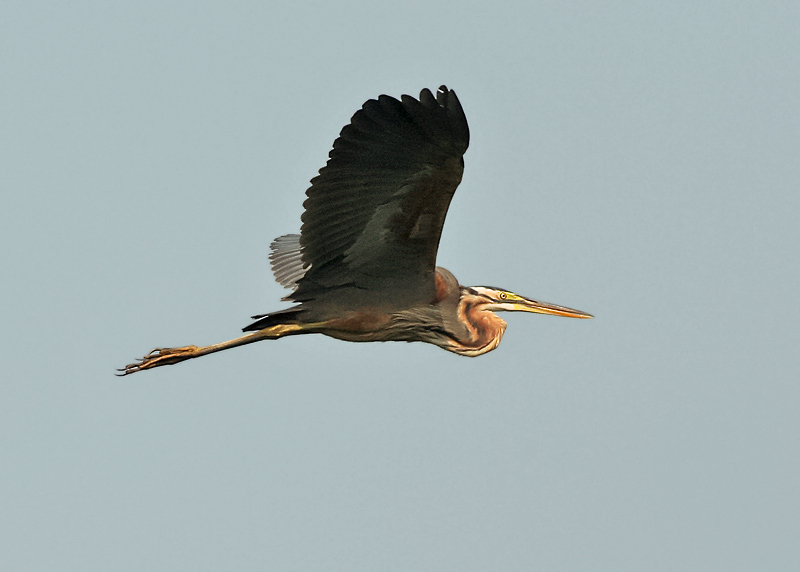
Volavka červená v letu

O něco menší než podobná volavka popelavá (délka těla 70–90 cm, rozpětí křídel 120–138 cm); liší se užší hlavou a zobákem a v letu patrnými užšími zakulacenými křídly a často hranatě složeným krkem. Dospělí ptáci mají červenohnědé, černě lemované líce a strany krku, červenohnědé břicho a tmavě šedý hřbet a křídla s červenohnědým zbarvením na jejich spodní straně (zřetelnějším u samců). Zobák je žlutý. Mladí ptáci jsou jednotvárnější, s okrově hnědými lícemi, stranami krku, hřbetem a křídelními krovkami a nezřetelným tmavým okrajem po stranách krku.

## Rozšíření
Hnízdí v Africe, střední, jižní a východní Evropě a západní, jižní a východní Asii. Částečně tažná; evropští ptáci zimují v tropické Africe.
Volavka červená je v Česku zvláště chráněná jako kriticky ohrožený druh. V letech 2001–2003 zde hnízdily nanejvýš tři páry, a to na Moravě na rybnících u Tovačova a u Mikulova. Vyskytuje se také na Heřmanském rybníku u Ostravy, na Třeboňsku (Velký Tisý) nebo na Pardubicku. První zaznamenané hnízdění z českého území pochází z roku 1947 z rybníku Nesyt na jižní Moravě.

## Ekologie

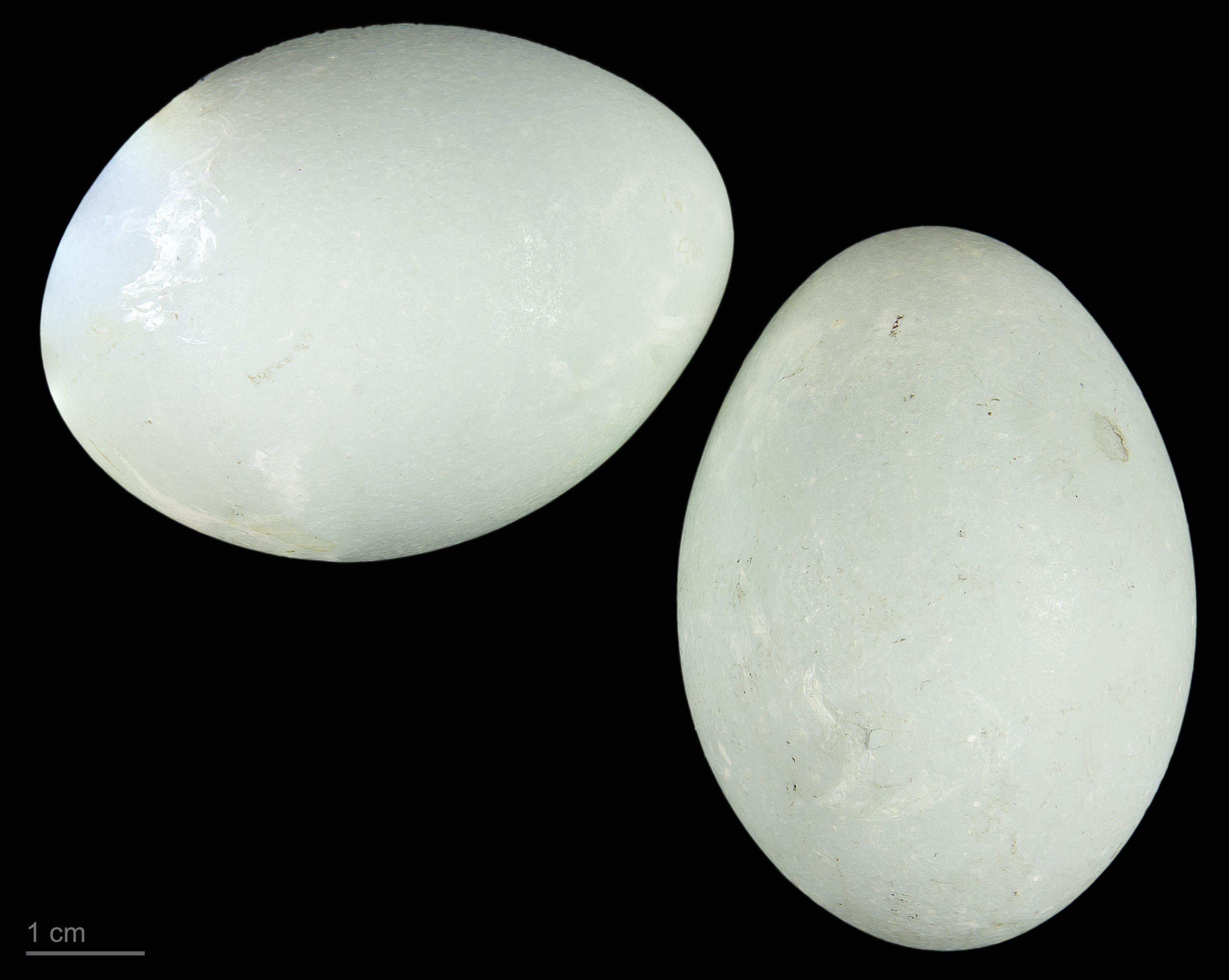
Ardea purpurea

Nápadná hlavně při přeletu nad rákosinami. Loví v mělké vodě v rákosí. Potravu, kterou tvoří ryby, žáby nebo hmyz, harpunuje ostrým zobákem. Hnízdí většinou v koloniích (často společně s volavkou popelavou) v porostech rákosu, někdy i na stromech. V jedné snůšce bývá 4–6 (3–10) 56,3 × 40,7 mm velkých vajec.

## Poddruhy
Jsou známy 3–4 poddruhy:
- Ardea purpurea purpurea Linnaeus, 1766 – Afrika, Evropa, jihozápadní Asie
- Ardea purpurea bournei (de Naurois, 1966) – Kapverdy (někdy slučován s poddruhem A. p. purpurea nebo považován za samostatný druh – Ardea bournei)
- Ardea purpurea madagascariensis Oort, 1910 – Madagaskar
- Ardea purpurea manilensis Meyen, 1834 – východní a severní Asie

## Chov v zoo
Chov volavky červené v evropských zoo je velkou raritou, neboť nebyla v srpnu 2020 chována ani v deseti evropských zoo. Poddruh volavka červená manilská byl navíc chován v pouhých třech zoo. Kromě německého ptačího parku Walsrode se jednalo jen o dvě české zoo: 
- Zoo Plzeň
- Zoo Praha

Dále tento druh chová Zoo Dvůr Králové.

### Chov v Zoo Praha
V Zoo Praha je tento druh chován od roku 2018, kdy byl dovezen pár z rodiště obou ptáků – ze Zoo Plzeň. Jedná se konkrétně o zástupce poddruhu volavka červená manilská (Ardea purpurea manilensis).
Druh je k vidění v dolní části zoo.